# Peter Kirby
Peter Kirby   (Montreal, 17 de desembre de 1931) fou un pilot de bob quebequès que va competir durant les dècades de 1950 i 1960.
El 1964 va prendre part en els Jocs Olímpics d'Hivern d'Innsbruck, on disputà les dues proves del programa de bob. Guanyà la medalla d'or en la prova de bobs a quatre, formant equip amb Vic Emery, Douglas Anakin i John Emery, mentre en la prova del bob a dos fou quart.
En el seu palmarès també destaca una medalla d'or al Campionat del món de bob.